# Francisco de Valois, delfim da França
Francisco III de Bretanha ou Francisco de França, (em francês: François de France; Castelo de Amboise, 28 de fevereiro de 1518 - Castelo de Tournon-sur-Rhône, 10 de agosto de 1536), foi delfim da França e duque da Bretanha. Ele foi o primeiro filho do rei Francisco I de França e Cláudia, Duquesa da Bretanha.

## Primeiros anos

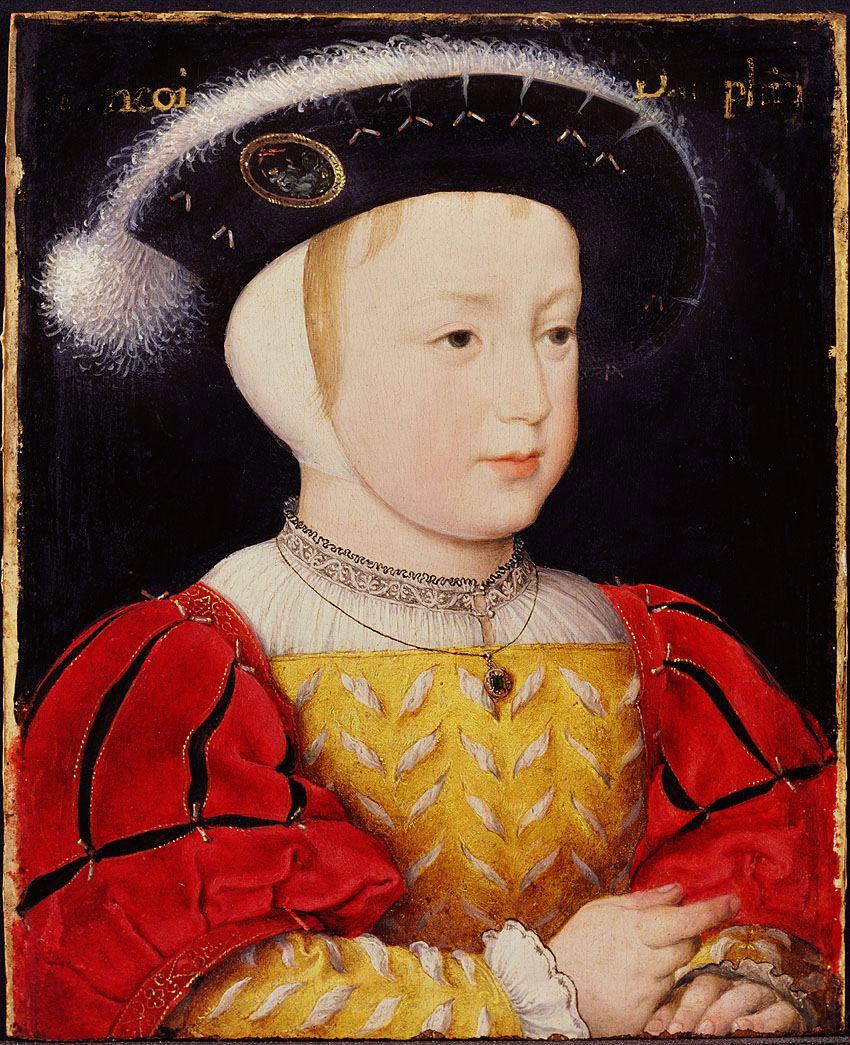
Francisco, Delfim da França quando criança, por Jean Clouet, c. 1520

Em 28 de fevereiro de 1518, a rainha Cláudia da França dá a luz ao seu primeiro filho varão. Chamado de Francisco, como seu pai, o menino recebe o título de Delfim como herdeiro do trono. Herdeiro do Ducado da Bretanha à morte de sua mãe, os Estados da Bretanha reconheceram-lhe o título ducal contestando ao rei a faculdade de conferi-lo.
Francisco I disse sobre o filho ao nascer: "um belo delfim que é a criança mais linda e forte que se pode imaginar e que será o mais fácil de criar". Sua mãe, Cláudia, Duquesa da Bretanha, disse: "diga ao rei que ele é ainda mais bonito que ele". O Delfim foi batizado em Amboise em 25 de abril de 1519. Leonardo da Vinci, que fora levado a Amboise por Francisco I, desenhou as decorações.
Um dos aspectos mais pesquisados da curta vida do Delfim é o tempo que ele e seu irmão Henrique (mais tarde Henrique II de França) passaram como reféns na Espanha. O rei fora derrotado e capturado na Batalha de Pavia (1525) e tornou-se prisioneiro de Carlos V, inicialmente no Alcázar de Madrid. Para garantir sua libertação, o rei assinou o Tratado de Madrid (1526). No entanto, para garantir que Francisco cumprisse o tratado, Carlos exigiu que os dois filhos mais velhos do rei ocupassem seu lugar como reféns. Francisco concordou.
Em 15 de março de 1526, a troca ocorreu na fronteira entre Espanha e França. Francisco quase imediatamente repudiou o tratado e o Delfim, de oito anos, e seu irmão mais novo, Henrique, passaram os três anos seguintes como cativos de Carlos V, um período que os assustou por toda a vida. Os "gostos sombrios e solitários" do Delfim e sua preferência por se vestir de preto (como um espanhol) foram atribuídos ao tempo que ele passou em cativeiro em Madrid. Ele também se tornou estudioso, preferindo ler a soldado.

## Arranjos de Casamento
Como primeiro filho e herdeiro de um rei da França, o Delfim foi um peão de casamento para seu pai. Ele não podia ser desperdiçado em casamento, como muitos achavam que seu irmão Henrique estivera com seu casamento com Catarina de Médici, e havia vários noivos para princesas elegíveis ao longo da vida do Delfim. A primeira foi quando ele era criança, para Maria Tudor, de quatro anos (mais tarde Maria I de Inglaterra), filha de Henrique VIII de Inglaterra e Catarina de Aragão; esse arranjo foi feito em garantia da aliança anglo-francesa, assinada em outubro de 1518, mas abandonada por volta de 1521, quando Maria foi prometida a Carlos V.

## Duque da Bretanha
Em 1524, o Delfim herdou o Ducado da Bretanha com a morte de sua mãe, tornando-se Duque Francisco III, embora o Ducado tenha sido governado por oficiais da coroa francesa. O ducado foi herdado após a morte de Francisco por seu irmão, Henrique; após sua sucessão ao trono francês em 1547, o ducado e a coroa foram efetivamente fundidos; as propriedades bretãs já haviam vinculado a sucessão do ducado à coroa francesa, e não à linha de sucessão dos duques da Bretanha, pelo voto em 1532.

## Morte
O Delfim Francisco morreu em Castelo de Tournon-sur-Rhône em 10 de agosto de 1536, com dezoito anos. As circunstâncias de sua morte pareciam suspeitas e muitos acreditam que ele foi envenenado. No entanto, existem amplas evidências de que ele morreu de causas naturais, possivelmente tuberculose. O Delfim nunca recuperou completamente sua saúde dos anos passados em celas úmidas em Madrid.
Depois de jogar uma partida de tênis em uma quadra, o Delfim pediu um copo de água, que foi trazido a ele por seu secretário, Conde Montecuccoli. Depois de beber, Francisco desmaiou e morreu vários dias depois. Montecuccoli, que foi levado ao tribunal por Catarina de Médici, foi acusado de receber o pagamento de Carlos V, e quando seus aposentos foram revistados, foi encontrado um livro sobre diferentes tipos de veneno. Catarina de Médici era conhecida por ter interesse em venenos e ocultismo. Sob tortura, Montecuccoli confessou ter envenenado o Delfim.
Em uma época anterior à ciência forense, geralmente se suspeitava de veneno sempre que uma pessoa jovem e saudável morria logo após comer ou beber. Não havia como identificar e rastrear a substância após a morte; portanto, foi considerada uma forma rápida, fácil e não rastreável de homicídio. Houve vários outros casos suspeitos de assassinato político por veneno na família real francesa ao longo dos tempos. Suspeita-se que o irmão mais novo do Delfim, Carlos, tenha sido envenenado.